# Овчинникова, Кристина Витальевна
Кристи́на Вита́льевна Овчи́нникова (род. 21 марта 2001, Алма-Ата) — казахстанская легкоатлетка, специалистка по прыжкам в высоту. Выступает за сборную Казахстана по лёгкой атлетике с 2018 года, обладательница бронзовой медали Игр исламской солидарности, серебряная призёрка чемпионата Азии в помещении, победительница и призёрка первенств национального значения, участница летних Олимпийских игр в Токио. Мастер спорта международного класса Республики Казахстан.

## Биография
Кристина Овчинникова родилась 21 марта 2001 года в Алма-Ате, Казахстан. Занималась лёгкой атлетикой под руководством тренера Михаила Васильевича Лошкарева.
Успешно выступала на различных юношеских турнирах национального уровня начиная с 2018 года. В составе казахстанской национальной сборной пыталась пройти отбор на юношеские Олимпийские игры в Буэнос-Айресе, однако на азиатском квалификационном турнире в Бангкоке с результатом 1,68 метра стала в прыжках в высоту лишь шестой.
В 2019 году стала серебряной призёркой на чемпионате Казахстана в помещении, была второй на молодёжном казахстанском первенстве и превзошла всех соперниц на юниорском. Также отметилась победами на Национальном кубке в Алма-Ате и на Мемориале Колпакова в Бишкеке.
В 2020 году с результатом 1,85 выиграла чемпионат Казахстана в помещении в Усть-Каменогорске.
В июне 2021 года на чемпионате Казахстана в Алма-Ате получила серебро и установила свой личный рекорд в прыжках в высоту на открытом стадионе — 1,96 метра. Выполнив олимпийский квалификационный норматив, удостоилась права защищать честь страны на летних Олимпийских играх в Токио — на предварительном квалификационном этапе прыгнула на 1,86 метра, чего оказалось недостаточно для выхода в финал.
В 2022 году помимо прочего стартовала на чемпионате мира в Орегоне, завоевала бронзовую награду на Играх исламской солидарности в Конье.
В 2023 году на международном турнире в чешском Густопече установила личный рекорд в прыжках в высоту в помещении — 1,95 метра. Принимала участие в домашнем чемпионате Азии в помещении в Астане — с результатом 1,89 выиграла серебряную медаль, уступив лишь соотечественнице Надежде Дубовицкой.
За выдающиеся спортивные достижения удостоена почётного звания «Мастер спорта международного класса Республики Казахстан».